# Maftir
Als Maftir (hebr.: מפטיר) bezeichnet man die abschließende Lesung aus der Tora, synonym dazu auch denjenigen, der anschließend den Prophetenabschnitt (hebr. Haftara) vorliest. Dabei wird an Feiertagen wie Pessach, Schawuot oder auch ganz normal zum Sabbat ein festgelegter Vers aus dem 4. Buch Mose vorgelesen. Das Maftir kann auch ein Jugendlicher sprechen, wenn er in der Mitzwa unterwiesen wird.